# اسکار اریکسون
اسکار اریکسون (انگلیسی: Oskar Eriksson؛ زادهٔ ۲۹ مهٔ ۱۹۹۱) ورزشکار کرلینگ اهل سوئد است.